# Birhanu Bogale
Bản mẫu:Patronymic name
Birhanu Bogale (tiếng Amhara: ቢርሃኑ ቦጋለ, sinh ngày 27 tháng 2 năm 1986) là một cầu thủ bóng đá người Ethiopia. Hiện tại anh thi đấu cho Dedebit FC và là thành viên của Đội tuyển bóng đá quốc gia Ethiopia.

## Sự nghiệp
Birhanu là tiền vệ chạy cánh trái, và kể từ năm 2010 anh thi đấu cho Dedebit FC.

## Sự nghiệp quốc tế
Anh từng là một phần của Đội tuyển bóng đá quốc gia Ethiopia kể từ năm 2007. He is on the list for Cúp bóng đá châu Phi 2013.